# IC 4759
IC 4759 је галаксија у сазвјежђу Паун која се налази на листи објеката дубоког неба у Индекс каталогу.
Деклинација објекта је - 63° 5' 11" а ректасцензија 18h 45m 41,2s. Привидна величина (магнитуда) објекта IC 4759 износи 14,8 а фотографска магнитуда 15,4. IC 4759 је још познат и под ознакама ESO 103-60, AM 1840-630, DRCG 51-47, IRAS 18409-6308, PGC 62367.